# 因幡號列車
「超級因幡」（日语： Super Inaba */?）是西日本旅客鐵道（JR西日本）行駛於冈山站到鸟取站之間的特急列车。列車行經JR西日本山陽本線、智頭急行智頭線、JR西日本因美線。其命名乃源於當地的舊國名「因幡國」和日本神话「因幡的白兔」。前身是準急列車「砂丘」和「蒜山」（ひるぜん）。

## 簡介
以前在岡山站與鳥取站之間曾有行經津山線和因美線的急行列車「砂丘」號，於1997年11月29日的時刻表修訂停駛，改行駛經由山陽本線和智頭急行線運行的「因幡」（いなば）號列車。於2003年10月1日時刻表修訂，所有列車改以KiHa 187系柴聯車行駛，並更名為「超級因幡」（スーパーいなば）。
雖然經由山陽本線和智頭急行線的「因幡」號行駛距離為141.8公里，而行經津山線和因美線的「砂丘」號僅需132.1公里，但由於「因幡」號行經路線標準較佳的山陽本線和智頭急行線且最高速度更快，所需時間縮短了約30分鐘。行駛區間包括屬於近畿地方的兵庫縣（該縣內停靠上郡站和佐用站），但它卻是唯一並未在近畿地區的車站設有始發站或終點站的日間特急列車。

### 命名緣由
因鳥取縣東部古代名為「因幡國」而得名；從大阪方向經由智頭急行智頭線的「超級白兔號」則是因日本神話中的「因幡白兔」故事得名。

## 運行概況
2025年5月時刻表中，岡山站與鳥取站之間每日共有6班往返列車（1-12號），從岡山站到鳥取站最快的行車時間為1小時51分。
由於列車在上郡站轉入智頭急行線，因此駕駛業務由智頭急行所屬人員負責，而列車長業務則仍由JR西日本擔任。
以前曾經行駛主要供考生使用的「勝利因幡」號臨時列車，寓意著在考試中取得好成績。在大學入學共同科目考試及國公立大學二次考試期間，列車會行駛至鳥取大學前站。然而，隨著定期列車班次的增加，臨時列車的運行排程變得困難，後來停止營運。

### 使用車輛
使用KiHa187系柴聯車500番台，最高時速130公里，裝有智頭急行線使用的ATS-P，專門用於超級因幡號。其他地區之KiHa187系（如「超級松風」「超級隱岐」所使用的0番台、10番台），最高時速為120公里，但未裝設ATS-P，不能用於行駛「超級因幡」號，但是可以做為中間車加掛於編組中。客流量大時曾調度其他地區KiHa187系的中間車供超級因幡號使用。
列車歸屬後藤綜合車輛所，平常常駐於鳥取鐵道部西鳥取車輛支部。
列車通常僅有2輛編組，客流量大時增加1輛。由於只有8輛専用車輛，平常以2輛編成3個編組運用，另有一個預備編組，最大可有4輛車編組。以前曾有出現6輛編組，當時是運用了0番台、10番台車輛作為中間車；再者。郡家站月台有效長只容許最大6輛車的編組。在整個行駛區間皆開啟列車傾斜裝置。
最高速度
岡山站 - 智頭站間 - 130km/h
智頭站 - 津之井站間 - 95km/h
津之井站 - 鳥取站間 - 110km/h
停車站
岡山站 - 上郡站 - 佐用站 - 大原站 - 智頭站 - 郡家站 - 鳥取站
- 上郡站變更行進方向。

### 擔當車掌區
- 岡山車掌區
- 鳥取鐵道部
- 智頭急行（車掌）:只有鳥取～上郡間

### 砂丘號列車

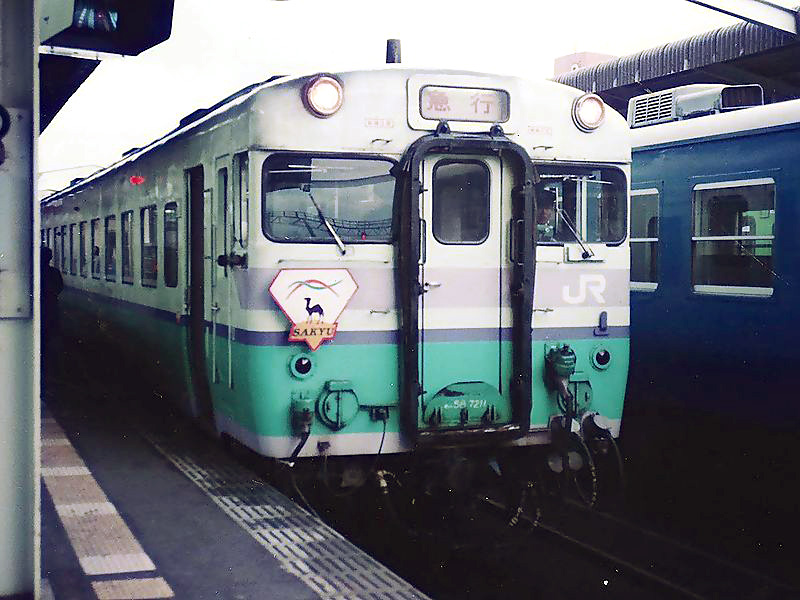
KiHa 58形更新車行駛急行「砂丘」（1997年）

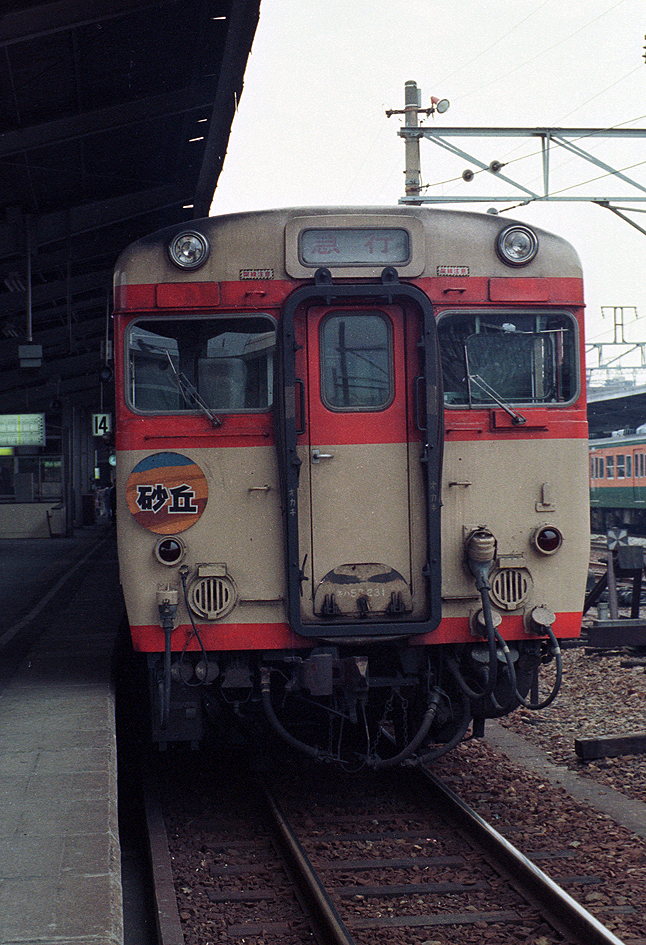
KiHa 58 231 號車行駛急行「砂丘」（岡山站）

1962年開始行駛準急列車「砂丘」號，作為連接山陽與山陰地區的列車之一，行駛於宇野站至鳥取站之間。當時在瀨戶內海側岡山縣與日本海側山陰地區的列車中，已有行經伯備線開往鳥取縣西部和島根縣的「大山」和「宍道」號，但開往鳥取縣東部的列車，只有一班上行的「蒜山」號列車。
「蒜山」號列車在宇野站至岡山站區間與「宍道」號列車併結運行，因此除了岡山與鳥取之間的的城際運輸以外，服務範圍還可連接到四國地區。1966年升格為急行列車，並於1967年由鳥取站延伸至上井站（現在的倉吉站），作為每日運行的「臨時列車」。
1972年山陽新幹線新大阪站至岡山站區間開始營運，本列車作為連接山陽與山陰地區的列車，增加到每日3往返，運行區間為岡山站至鳥取站、上井站。
日本國鐵分割民營化後，替換了「三朝」號，班次最多增加到每日5往返。在全日本急行列車普遍衰退的趨勢下，由於岡山站至鳥取站間只需約2個半小時，且是連接山陽新幹線與鳥取之間的最短路線，因此免於減班。
然而，1994年高規格路線標準的智頭急行智頭線通車後，連接山陽新幹線與山陰地區有了新選擇，轉乘需求急劇減少。由於津山線和因美線智頭以南路線不佳無法進一步提升行駛速度，加上1997年特急列車「因幡」（現在的「超級因幡」）開始經由智頭線行駛岡山站至鳥取站區間，砂丘號停駛。
停靠站
岡山站 - （金川站） - 福渡站 - （弓削站） - （龜甲站） - 津山站 - （東津山站） - 美作加茂站 - 智頭站 - （用瀨站） - 郡家站 - 鳥取站
- （括弧內車站表示僅有部分班次停靠）

使用車輛
「砂丘號」使用急行形柴聯車Kiha 58系、Kiha 65系，以及普通綠色綠色車廂合造車Kiroha 28系等車輛，其中Kiroha 28形（100番台）僅見於「砂丘」號。各駕駛車配有路牌接收器。
1992年曾計畫向JR四國購買Kiha 185系柴聯車以更新使用車輛，但後來並未實現，結果將共12輛Kiha 58系柴聯車（4輛Kiha 58形和4輛Kiroha 28形）以及4輛Kiha 65形柴聯車進行更新，包括將座椅改用0系新幹線汰換下來的傾斜式座椅等。

## 備註
1. ↑  津山線雖然也在1996年前完成了全線的高速化工程，但考量到車輛性能和路線條件，在此基礎上進一步提升速度是很困難的。
2. ↑  日本中部地區的特急列車「白鷺」有以米原站為起訖站的班次
3. ↑  從1976年到1980年間，僅有一輛0番台列車用於高德線。